# Physics processing unit
PPU (ang. Physics Processing Unit) – układ scalony, który śledzi wszystkie zdarzenia fizyczne (zderzenia, eksplozje, zachowanie płynów itp.), zadaniem PPU jest odciążenie głównego procesora od obliczania wyników takich zdarzeń. Według założeń, układy tego typu mają być wykorzystywane w symulatorach oraz grach komputerowych. Tytułów korzystających z PPU obecnie jest bardzo mało, przykładem może być GRAW Advanced Warfighter.
Przykładem PPU jest procesor PhysX firmy AGEIAa. Dwaj najwięksi producenci kart graficznych: nVidia i ATI obiecali wydać sterowniki, które pozwolą wykorzystać procesory ich kart graficznych jako jednostki PPU.
Pierwsze karty PPU ukazały się w 2007 roku. Dostępne obecnie informacje wskazują na to, że układ tego typu będzie składał się z około 125 milionów tranzystorów wykonanych w technologii 130 nm.
W czasie Consumer Electronics Show 2006, AGEIA zademonstrowała działającą kartę PPU. Komputer z zainstalowaną kartą PPU odtwarzał specjalnie napisane demo z prędkością 30 FPS, tak samo skonfigurowany komputer, ale bez karty PPU odtwarzał to samo demo z prędkością zaledwie 6 FPS.